# 阿斯特羅諾特冰川
73°5′S 164°5′E / 73.083°S 164.083°E
阿斯特羅諾特冰川是南極洲的冰川，位於維多利亞地的博克格雷溫克海岸，是飛行員冰川的支流，由新西蘭探險隊命名，現時由南極條約體系管理。